# Metallactulus parvulus
Metallactulus parvulus es una especie de coleóptero de la familia Lucanidae.

## Distribución geográfica
Habita en Lutao, Marinduque, Mindoro, Negros, Palawan, Mindanao y Célebes.